# Jaime Rios (boxe anglaise)
Jaime Rios, né le 14 août 1953 à Panama City et mort le 20 mars 2019,  est un boxeur panaméen.

## Carrière
Passé professionnel en 1973, il remporte le titre inaugural de champion du monde des poids mi-mouches WBA le 23 août 1975 après sa victoire aux points contre Rigoberto Marcano. Il conserve son titre face à Kazunori Tenryu puis est battu également aux points par le dominicain Juan Antonio Guzman le 2 juillet 1976. Rios met un terme à sa carrière de boxeur 1992 sur un bilan de 28 victoires, 5 défaites et 1 match nul.